# Parmastomyces taxi
Parmastomyces taxi är en svampart som först beskrevs av Appollinaris Semenovich Bondartsev, och fick sitt nu gällande namn av Y.C. Dai & Niemelä 1995. Parmastomyces taxi ingår i släktet Parmastomyces och familjen Fomitopsidaceae.   Inga underarter finns listade i Catalogue of Life.